# Григорий (Киккотис)

Митрополи́т Григо́рий Кикко́тис (греч. Μητροπολίτης Γρηγόριος Κυκκώτης; 19 февраля 1922, деревня Килиния, район Пафос, Британский Кипр — 28 января 1994, Кипр) — епископ Кипрской православной церкви, митрополит Киринийский, ипертим и экзарх Караваса и Лапитоса.

## Биография
Родился 19 февраля (по другим данным 19 декабря) 1922 года в небольшой деревне Килиния в округе Пафос.
В 1937 году поступил послушником в ставропигиальный Киккский монастырь.
В 1952 году уехал в Афины и поступил богословский факультете Афинского университета. В тот же период служил приходским священником при параклисе Святой Параскевы. По окончании богословского образования изучал церковное право на юридическом факультете того же университета.
В 1962 году вернулся на Кипр, где был назначен проповедником Пафской митрополии.
С 1963 по 1974 год служил преподавателем в Семинарии апостола Варнавы, а в 1973 году был назначен ректором этой семинарии.
30 марта 1974 года избран на основании единодушного одобрения духовенства и мирян, был избран митрополитом Киренийским, ипертимом и экзархом Каравы и Лапитоса.
31 марта того же года в кафедральном храме святого Иоанна Богослова в Никосии состоялась его епископская хиротония, которую совершили: архиепископ Макарий III, митрополит Пафский Хризостом (Аристодиму), митрополит Китийский Хризостом (Махериотис), митрополит Лимассольский Хрисанф (Хризостому), митрополит Морфский Хрисанф (Сарияннис) и хорепископ Саламинский Варнава (Солому).
Через 3 с половиной месяца после этого был вынужден покинуть свою кафедру из-за оккупации турками северного Кипра в июле того же года.
Скончался 28 января 1994 года после краткой болезни. Отпевание состоялась на следующий день в храме Благовещения Пресвятой Богородицы в Паллуриотиссе в Никосии. Службу возглавил архиепископ Хрисзостом I в сослужении членов Священного Синода Кипрской православной церкви и митрополита Швейцарского Дамаскина (Папандреу).